# Teinoptila interruptella
Teinoptila interruptella là một loài bướm đêm thuộc họ Yponomeutidae. Loài này có ở Đông Nam Á, bao gồm Philippines và Queensland.